# Olympia (pista sciistica)
L’Olympia è una pista sciistica situata ad Åre, in Svezia. Sul pendio, che si snoda sull’Åreskutan, si tengono gare di discesa libera, supergigante, slalom gigante e slalom speciale della Coppa del Mondo di sci alpino.

## Albo d'oro
Di seguito sono riportati i podi relativi alle gare documentate della Coppa del Mondo di sci alpino disputate sull’Olympia.

### Uomini

#### Discesa libera
| Data             | Competizione                           | Primo                             | Secondo            | Terzo              |
| ---------------- | -------------------------------------- | --------------------------------- | ------------------ | ------------------ |
| 15 marzo 1990    | Coppa del Mondo di sci alpino 1990     | Kristian Ghedina                  | Franz Heinzer      | Helmut Höflehner   |
| 17 marzo 1990    | Coppa del Mondo di sci alpino 1990     | Atle Skårdal                      | Helmut Höflehner   | Felix Belczyk      |
| 8 marzo 2001     | Coppa del Mondo di sci alpino 2001     | Hermann Maier                     | Stephan Eberharter | Kenneth Sivertsen  |
| 15 marzo 2006    | Coppa del Mondo di sci alpino 2006     | Aksel Lund Svindal                | Bode Miller        | Peter Fill         |
| 11 febbraio 2007 | Campionati mondiali di sci alpino 2007 | Aksel Lund Svindal                | Jan Hudec          | Patrik Järbyn      |
| 11 marzo 2009    | Coppa del Mondo di sci alpino 2009     | Aksel Lund Svindal                | Didier Cuche       | Hans Olsson        |
| 14 marzo 2018    | Coppa del Mondo di sci alpino 2018     | Vincent Kriechmayr Matthias Mayer |                    | Beat Feuz          |
| 9 febbraio 2019  | Campionati mondiali di sci alpino 2019 | Kjetil Jansrud                    | Aksel Lund Svindal | Vincent Kriechmayr |

#### Supergigante
| Data            | Competizione                           | Primo              | Secondo             | Terzo                            |
| --------------- | -------------------------------------- | ------------------ | ------------------- | -------------------------------- |
| 16 marzo 2006   | Coppa del Mondo di sci alpino 2006     | Bode Miller        | Daron Rahlves       | Aksel Lund Svindal               |
| 6 febbraio 2007 | Campionati mondiali di sci alpino 2007 | Patrick Staudacher | Fritz Strobl        | Bruno Kernen                     |
| 12 marzo 2009   | Coppa del Mondo di sci alpino 2009     | Werner Heel        | Aksel Lund Svindal  | Christof Innerhofer              |
| 15 marzo 2018   | Coppa del Mondo di sci alpino 2018     | Vincent Kriechmayr | Christof Innerhofer | Thomas Dreßen Aksel Lund Svindal |
| 6 febbraio 2019 | Campionati mondiali di sci alpino 2019 | Dominik Paris      | Vincent Kriechmayr  | Johan Clarey                     |

#### Slalom gigante
| Data             | Competizione                           | Primo                | Secondo               | Terzo                 |
| ---------------- | -------------------------------------- | -------------------- | --------------------- | --------------------- |
| 17 marzo 2006    | Coppa del Mondo di sci alpino 2006     | Benjamin Raich       | Massimiliano Blardone | Fredrik Nyberg        |
| 14 febbraio 2007 | Campionati mondiali di sci alpino 2007 | Aksel Lund Svindal   | Daniel Albrecht       | Didier Cuche          |
| 13 marzo 2009    | Coppa del Mondo di sci alpino 2009     | Benjamin Raich       | Ted Ligety            | Didier Cuche          |
| 12 dicembre 2014 | Coppa del Mondo di sci alpino 2015     | Marcel Hirscher      | Ted Ligety            | Stefan Luitz          |
| 17 marzo 2018    | Coppa del Mondo di sci alpino 2018     | Marcel Hirscher      | Henrik Kristoffersen  | Victor Muffat Jeandet |
| 15 febbraio 2019 | Campionati mondiali di sci alpino 2019 | Henrik Kristoffersen | Marcel Hirscher       | Alexis Pinturault     |

#### Slalom speciale
| Data             | Competizione                           | Primo           | Secondo          | Terzo                |
| ---------------- | -------------------------------------- | --------------- | ---------------- | -------------------- |
| 17 febbraio 2007 | Campionati mondiali di sci alpino 2007 | Mario Matt      | Manfred Mölgg    | Jean-Baptiste Grange |
| 14 dicembre 2014 | Coppa del Mondo di sci alpino 2015     | Marcel Hirscher | Felix Neureuther | Aleksandr Chorošilov |
| 17 febbraio 2019 | Campionati mondiali di sci alpino 2019 | Marcel Hirscher | Michael Matt     | Marco Schwarz        |

#### Combinata alpina
| Data             | Competizione                           | Primo             | Secondo        | Terzo         |
| ---------------- | -------------------------------------- | ----------------- | -------------- | ------------- |
| 8 febbraio 2007  | Campionati mondiali di sci alpino 2007 | Daniel Albrecht   | Benjamin Raich | Marc Berthod  |
| 11 febbraio 2019 | Campionati mondiali di sci alpino 2019 | Alexis Pinturault | Štefan Hadalin | Marco Schwarz |

### Donne

#### Discesa libera
| Data             | Competizione                       | Prima           | Seconda              | Terza            |
| ---------------- | ---------------------------------- | --------------- | -------------------- | ---------------- |
| 17 febbraio 1995 | Coppa del Mondo di sci alpino 1995 | Picabo Street   | Katja Seizinger      | Isolde Kostner   |
| 31 gennaio 1998  | Coppa del Mondo di sci alpino 1998 | Katja Seizinger | Renate Götschl       | Florence Masnada |
| 27 febbraio 1999 | Coppa del Mondo di sci alpino 1999 | Renate Götschl  | Michaela Dorfmeister | Regina Häusl     |
| 2 febbraio 2002  | Coppa del Mondo di sci alpino 2002 | Renate Götschl  | Selina Heregger      | Isolde Kostner   |
| 11 marzo 2009    | Coppa del Mondo di sci alpino 2009 | Lindsey Vonn    | Maria Riesch         | Renate Götschl   |
| 26 febbraio 2011 | Coppa del Mondo di sci alpino 2011 | Lindsey Vonn    | Tina Maze            | Maria Riesch     |

#### Supergigante
| Data             | Competizione                       | Prima           | Seconda          | Terza              |
| ---------------- | ---------------------------------- | --------------- | ---------------- | ------------------ |
| 26 marzo 1993    | Coppa del Mondo di sci alpino 1993 | Katja Seizinger | Ulrike Maier     | Deborah Compagnoni |
| 21 febbraio 2004 | Coppa del Mondo di sci alpino 2004 | Renate Götschl  | Carole Montillet | Brigitte Obermoser |
| 12 marzo 2009    | Coppa del Mondo di sci alpino 2009 | Lindsey Vonn    | Nadia Fanchini   | Maria Riesch       |
| 27 febbraio 2011 | Coppa del Mondo di sci alpino 2011 | Maria Riesch    | Lindsey Vonn     | Julia Mancuso      |

#### Slalom gigante
| Data             | Competizione                       | Prima                 | Seconda               | Terza                        |
| ---------------- | ---------------------------------- | --------------------- | --------------------- | ---------------------------- |
| 27 marzo 1993    | Coppa del Mondo di sci alpino 1993 | Carole Merle          | Deborah Compagnoni    | Anita Wachter                |
| 18 febbraio 1995 | Coppa del Mondo di sci alpino 1995 | Anita Wachter         | Vreni Schneider       | Deborah Compagnoni           |
| 22 febbraio 1999 | Coppa del Mondo di sci alpino 1999 | Alexandra Meissnitzer | Anita Wachter         | Andrine Flemmen              |
| 24 febbraio 1999 | Coppa del Mondo di sci alpino 1999 | Anita Wachter         | Andrine Flemmen       | Sonja Nef                    |
| 22 febbraio 2004 | Coppa del Mondo di sci alpino 2004 | Anja Pärson           | María José Rienda     | Elisabeth Görgl              |
| 19 febbraio 2005 | Coppa del Mondo di sci alpino 2005 | Michaela Dorfmeister  | Alexandra Meissnitzer | Lucia Recchia                |
| 18 marzo 2006    | Coppa del Mondo di sci alpino 2006 | Janica Kostelić       | Geneviève Simard      | Nicole Hosp Tanja Poutiainen |
| 14 marzo 2009    | Coppa del Mondo di sci alpino 2009 | Tina Maze             | Tanja Poutiainen      | Manuela Mölgg                |
| 12 dicembre 2009 | Coppa del Mondo di sci alpino 2010 | Tessa Worley          | Tina Maze             | Kathrin Zettel               |
| 9 marzo 2012     | Coppa del Mondo di sci alpino 2012 | Lindsey Vonn          | Federica Brignone     | Viktoria Rebensburg          |
| 19 dicembre 2012 | Coppa del Mondo di sci alpino 2013 | Viktoria Rebensburg   | Anna Fenninger        | Tina Maze                    |
| 6 marzo 2014     | Coppa del Mondo di sci alpino 2014 | Anna Fenninger        | Anémone Marmottan     | Eva-Maria Brem Lara Gut      |
| 7 marzo 2014     | Coppa del Mondo di sci alpino 2014 | Anna Fenninger        | Viktoria Rebensburg   | Jessica Lindell Vikarby      |
| 13 marzo 2015    | Coppa del Mondo di sci alpino 2015 | Anna Fenninger        | Nadia Fanchini        | Eva-Maria Brem               |
| 12 dicembre 2014 | Coppa del Mondo di sci alpino 2015 | Tina Maze             | Sara Hector           | Eva-Maria Brem               |
| 12 dicembre 2015 | Coppa del Mondo di sci alpino 2016 | Lindsey Vonn          | Eva-Maria Brem        | Federica Brignone            |
| 11 marzo 2022    | Coppa del Mondo di sci alpino 2022 | Petra Vlhová          | Marta Bassino         | Mikaela Shiffrin             |

#### Slalom speciale
| Data             | Competizione                       | Prima                 | Seconda               | Terza                |
| ---------------- | ---------------------------------- | --------------------- | --------------------- | -------------------- |
| 28 marzo 1993    | Coppa del Mondo di sci alpino 1993 | Vreni Schneider       | Karin Köllerer        | Christina Riegel     |
| 29 gennaio 1998  | Coppa del Mondo di sci alpino 1998 | Kristina Koznick      | Hilde Gerg            | Sabine Egger         |
| 28 gennaio 1998  | Coppa del Mondo di sci alpino 1998 | Martina Ertl          | Sonja Nef             | Anna Ottosson        |
| 23 febbraio 1999 | Coppa del Mondo di sci alpino 1999 | Špela Pretnar         | Trine Bakke           | Anja Pärson          |
| 3 febbraio 2002  | Coppa del Mondo di sci alpino 2002 | Laure Pequegnot       | Kristina Koznick      | Ylva Nowén           |
| 8 marzo 2003     | Coppa del Mondo di sci alpino 2003 | Janica Kostelić       | Anja Pärson           | Monika Bergmann      |
| 20 febbraio 2005 | Coppa del Mondo di sci alpino 2005 | María José Rienda     | Nicole Hosp           | Anja Pärson          |
| 13 dicembre 2009 | Coppa del Mondo di sci alpino 2010 | Sandrine Aubert       | Maria Riesch          | Susanne Riesch       |
| 10 marzo 2012    | Coppa del Mondo di sci alpino 2012 | Maria Riesch          | Veronika Zuzulová     | Marie-Michèle Gagnon |
| 20 dicembre 2012 | Coppa del Mondo di sci alpino 2013 | Mikaela Shiffrin      | Frida Hansdotter      | Tina Maze            |
| 8 marzo 2014     | Coppa del Mondo di sci alpino 2014 | Mikaela Shiffrin      | Maria Pietilä Holmner | Anna Swenn Larsson   |
| 14 marzo 2015    | Coppa del Mondo di sci alpino 2015 | Mikaela Shiffrin      | Veronika Zuzulová     | Šárka Záhrobská      |
| 13 dicembre 2014 | Coppa del Mondo di sci alpino 2015 | Maria Pietilä Holmner | Tina Maze             | Frida Hansdotter     |
| 13 dicembre 2015 | Coppa del Mondo di sci alpino 2016 | Petra Vlhová          | Frida Hansdotter      | Nina Løseth          |
| 12 marzo 2021    | Coppa del Mondo di sci alpino 2021 | Petra Vlhová          | Katharina Liensberger | Mikaela Shiffrin     |
| 13 marzo 2021    | Coppa del Mondo di sci alpino 2021 | Katharina Liensberger | Mikaela Shiffrin      | Wendy Holdener       |
| 12 marzo 2022    | Coppa del Mondo di sci alpino 2022 | Katharina Liensberger | Mina Fürst Holtmann   | Michelle Gisin       |

#### Combinata alpina
| Data             | Competizione                       | Prima          | Seconda        | Terza           |
| ---------------- | ---------------------------------- | -------------- | -------------- | --------------- |
| 31 gennaio 1998  | Coppa del Mondo di sci alpino 1998 | Hilde Gerg     | Martina Ertl   | Katja Seizinger |
| 3 febbraio 2002  | Coppa del Mondo di sci alpino 2002 | Renate Götschl | Janette Hargin | Selina Heregger |
| 25 febbraio 2011 | Coppa del Mondo di sci alpino 2011 | Maria Riesch   | Tina Maze      | Elisabeth Görgl |

### Misto
| Data             | Competizione                           | Primi | Secondi                                                                                              | Terzi |
| ---------------- | -------------------------------------- | --- | --- | --- |
| 19 marzo 2006    | Coppa del Mondo di sci alpino 2006     | Austria Andrea Fischbacher Stephan Görgl Reinfried Herbst Nicole Hosp Michaela Kirchgasser Benjamin Raich | Stati Uniti Lindsey Vonn Ted Ligety Scott Macartney Julia Mancuso Daron Rahlves Resi Stiegler        | Svezia Janette Hargin Patrik Järbyn Markus Larsson Jessica Lindell Vikarby André Myhrer Maria Pietilä Holmner |
| 18 febbraio 2007 | Campionati mondiali di sci alpino 2007 | Austria Renate Götschl Michaela Kirchgasser Mario Matt Benjamin Raich Marlies Schild Fritz Strobl         | Svezia Jens Byggmark Patrik Järbyn Markus Larsson Hans Olsson Anna Ottosson Anja Pärson              | Svizzera Daniel Albrecht Marc Berthod Sandra Gini Rabea Grand Nadia Styger Fabienne Suter                     |
| 15 marzo 2009    | Coppa del Mondo di sci alpino 2009     | Italia Nadia Fanchini Peter Fill Nicole Gius Werner Heel Daniela Merighetti Manfred Mölgg                 | Austria Andrea Fischbacher Elisabeth Görgl Marcel Hirscher Mario Matt Hannes Reichelt Kathrin Zettel | Svizzera Marc Berthod Didier Cuche Sandra Gini Lara Gut Carlo Janka Fabienne Suter                            |
| 16 marzo 2018    | Coppa del Mondo di sci alpino 2018     | Svezia Frida Hansdotter Mattias Hargin André Myhrer Anna Swenn Larsson                                    | Francia Julien Lizeroux Romane Miradoli Clément Noël Tessa Worley                                    | Germania Lena Dürr Alexander Schmid Linus Straßer Marina Wallner                                              |
| 12 febbraio 2019 | Coppa del Mondo di sci alpino 2019     | Svizzera Aline Danioth Wendy Holdener Daniel Yule Ramon Zenhäusern                                        | Austria Katharina Liensberger Katharina Truppe Michael Matt Marco Schwarz                            | Italia Irene Curtoni Lara Della Mea Simon Maurberger Alex Vinatzer                                            |